# 圣母圣诞圣殿 (海乌姆)

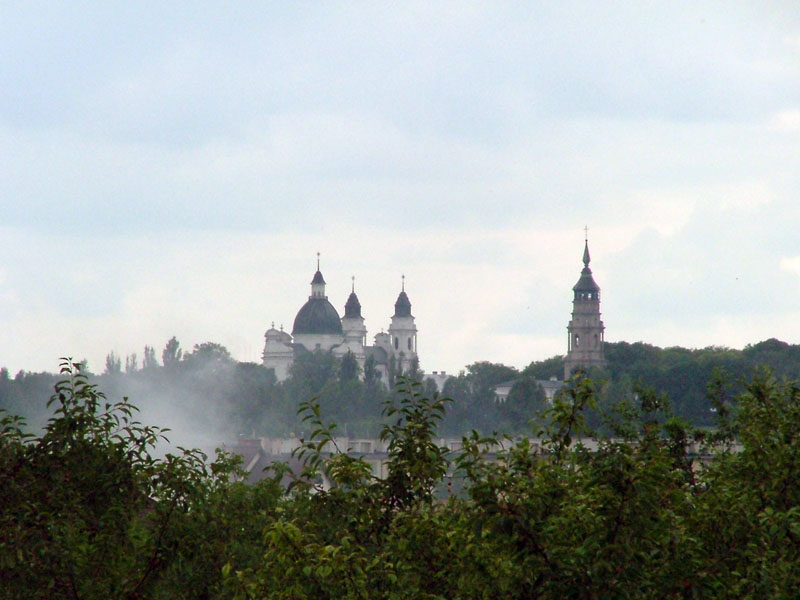
Chełm's Hill, Cathedral

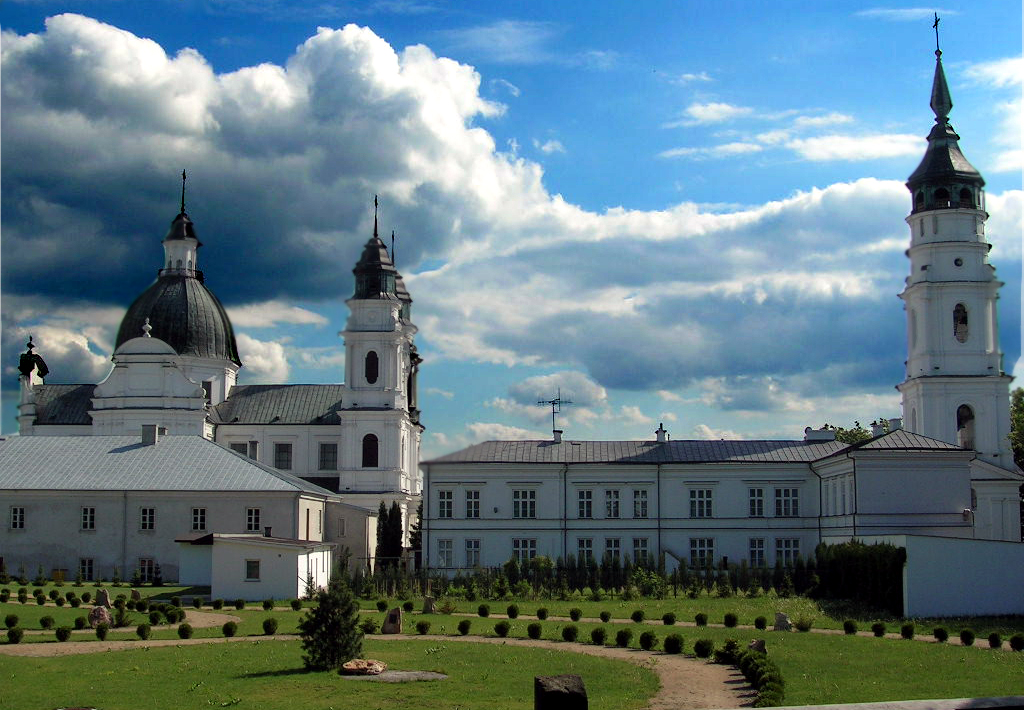
Belfry

圣母圣诞圣殿 (波蘭語：Bazylika Narodzenia Najświętszej Maryi Panny)是一个罗马天主教教堂和修道院建筑群，位于波兰城市海乌姆市中心的海乌姆山（又名座堂山或城堡山）。在其历史上，该堂属于乌克兰正教会、乌克兰希腊礼天主教会和拉丁礼教会. 教堂周围是一个城市公园和一个墓地。

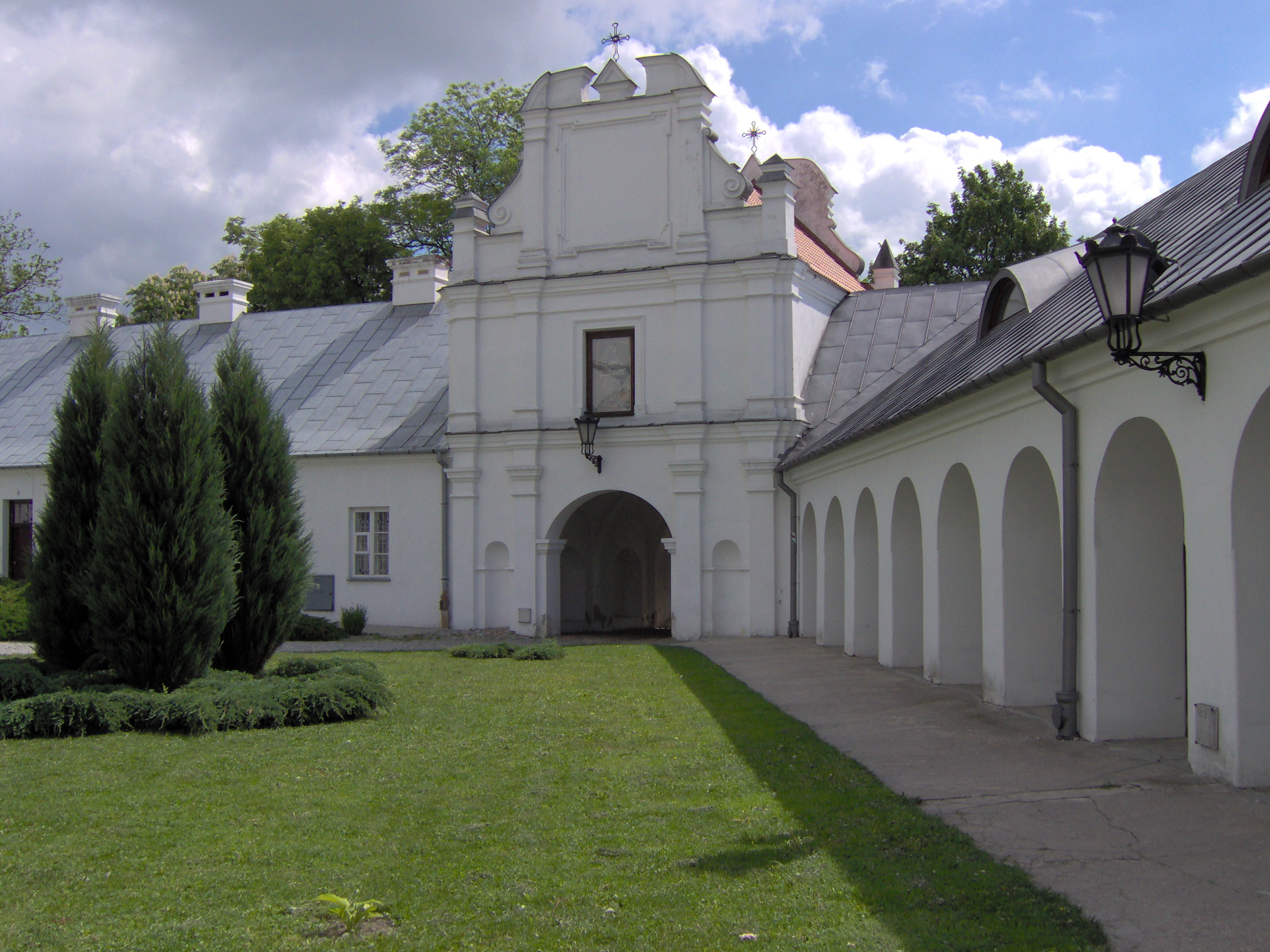
Uściłuska Gate